# Gymnothorax saxicola
Gymnothorax saxicola és una espècie de peix de la família dels murènids i de l'ordre dels anguil·liformes.

## Morfologia
Els mascles poden assolir els 60 cm de longitud total.

## Distribució geogràfica
Es troba des de Nova Jersey (Estats Units) fins al sud de Florida, l'est del Golf de Mèxic, Cuba i Belize.